# La Fable du Dragon Tyran
 (janvier 2023).
La Fable du Dragon Tyran (anglais : The Fable of the Dragon-Tyrant) est une nouvelle écrite en 2005 par le philosophe suédois Nick Bostrom. Elle a été traduite en plusieurs langues, dont le chinois, le tchèque, le néerlandais, le finnois, le français, l'allemand, l'hébreu, l'italien, le polonais, le russe, le serbe, le slovaque, le slovène et l'espagnol.

## Description
La Fable du Dragon Tyran raconte la misère d'un peuple infligée par un Dragon Tyran, personnification du processus de vieillissement et de la mort, exigeant un tribut de milliers de vies humaines par jour. Après une longue période d'acceptation, les habitants décident de s'unir pour se défendre et finissent par tuer le Dragon Tyran.
La nouvelle a été publiée dans Philosophy Now et le Journal of Medical Ethics, puis traduite en plusieurs langues. Elle est également accessible en ligne librement sur le site personnel de l'auteur.

## Thèmes
Pendant la plus grande partie de l'histoire, les humains n'ont pas eu les moyens nécessaires de combattre le processus de la mort par vieillissement. La fable aborde les thèmes de l'acceptation de la mort et de la résignation au destin face au vieillissement ; elle livre également une critique des mouvements « pro-âge » en exposant une argumentation en faveur de la recherche sur le processus du vieillissement.
Bien que l'état des recherches actuelles ne permette de mettre fin à la sénescence, (ralentir ou inverser le processus de vieillissement), il existe néanmoins des raisons éthiques pour continuer à approfondir les études dans ce domaine. L'objectif de ces recherches consiste davantage à allonger la durée de vie en bonne santé, plutôt qu'à prolonger simplement la vie sans exigence de qualité (par exemple : ajouter des années de maladie ou de handicap à la fin de la vie). Selon l'auteur, les idéologies et discours traditionnels qui encouragent une acceptation passive de la mort constituent dès lors des barrières à des actions urgentes et nécessaires.